# Dipnelix pertricosa
Dipnelix pertricosa é uma espécie de gastrópode  da família Charopidae.
É endémica da Austrália.